# モナコ海洋博物館

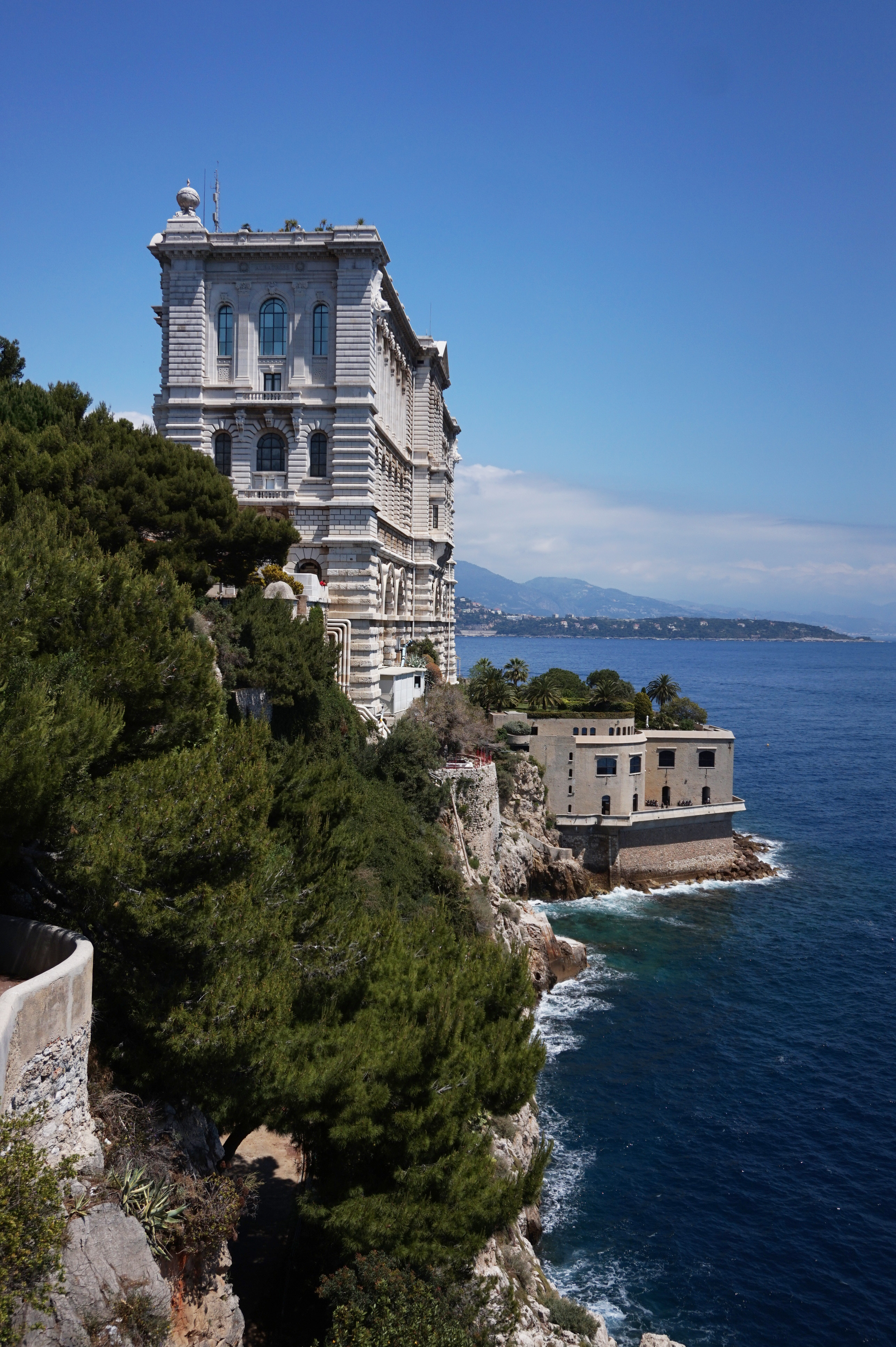
モナコ海洋博物館

モナコ海洋博物館（仏: Musée océanographique de Monaco）は、モナコのモナコ・ヴィル地区にある海洋博物館。

## 概要
地中海に面する崖の上に建設されたこの博物館は、海洋学者としても知られたモナコ大公・アルベール1世の命を受け、1910年に開館した。館内には海をモチーフとした美しい装飾と大公が蒐集したコレクションが展示されている。
併設された水族館では、1989年に物理濾過、化学濾過による水質浄化を一切行わずに、自然界の環境を高度に再現した『バランスドアクアリウム』が開発され、画期的なシステムとして注目されている。このモナコ式バランスドアクアリウムは、日本でも1993年に新江ノ島水族館で採用された。
歴代の館長職にはジャック＝イヴ・クストーといった著名な海洋学者の名が並ぶ。